# Balanda
Die Balanda (kyrillisch-russisch Баланда) in der russischen Oblast Saratow ist ein 164 km langer, nordwestlicher und orographisch rechter Nebenfluss des Don-Zuflusses Medwediza.

## Verlauf
Die Balanda entspringt auf der Wolgaplatte und fließt anfangs südwestwärts und dann südostwärts. Sie verläuft zumeist durch ländliche, kaum besiedelte Gegenden sowie unter anderem durch Kalininsk. Etwas nach Passieren von Simonowka mündet sie in die Medwediza.

## Hydrologie
Der Großteil des Wassers der Balanda stammt aus schmelzendem Schnee der Wolgaplatte. Das Einzugsgebiet des Flusses ist rund 1900 km² groß.

## Ortschaften
Zu den Ortschaften an der Balanda gehören (flussabwärts betrachtet):
| - Bolschaja Olschanka - Kalininsk (größte Stadt am Fluss) - Nowaja Iwanowka - Saltykowo | - Monastyrskoje - Kologreewka - Tschadaewka - Simonowka |